# 합천 죽고리 석조비로자나삼존상
합천 죽고리 석조비로자나삼존상(陜川 竹古里 石造毘盧舍那三尊象)은 대한민국 경상남도 합천군 적중면 죽고리에 있는 신라의 불상이다.
1998년 11월 13일 경상남도의 유형문화재 제338호 합천죽고리 석조삼존석불으로 지정되었다가, 2018년 12월 20일 현재의 명칭으로 변경되었다.

## 개요
경상남도 합천군 적중면 죽고리에 있는 삼존석불로 중앙에 본존불인 비로자나불좌상이 있고 그 좌우에 입상불 2구가 배치되어 있다.
비로자나불좌상은 높이 160cm, 너비 70cm이며, 손은 가슴 앞에서 왼손이 오른손 검지를 감싸고 있는 모습을 하고 있다. 옷은 마멸이 심해 구분하기 어려우나 왼쪽 어깨에만 걸친 형태이며, 발은 몸에 비해 작게 표현하였다.
양 옆의 입불상은 높이 120cm, 너비 40cm이며, 마멸이 심해 판단할 수 없으나 조각수법이 특이하다.

## 참고 문헌
- 합천 죽고리 석조비로자나삼존상 - 국가유산청 국가유산포털